# Сергіївська сільська рада (Новотроїцький район)
Сергі́ївська сільська́ ра́да — адміністративно-територіальна одиниця та орган місцевого самоврядування в Новотроїцькому районі Херсонської області. Адміністративний центр — село Сергіївка.

## Загальні відомості
Сергіївська сільська рада утворена в жовтні 1980 року.
- Територія ради: 134,114 км²
- Населення ради: 1 183 особи (станом на 2001 рік)
- Водоймища на території, підпорядкованій даній раді: озеро Сиваш

## Населені пункти
Сільській раді підпорядковані населені пункти:
- с. Сергіївка
- с. Вознесенка

## Склад ради
Рада складається з 14 депутатів та голови.
- Голова ради: Пшеницька Клавдія Олександрівна
- Секретар ради: Христенко Ольга Олексіївна

### Керівний склад попередніх скликань
| Прізвище, ім'я, по батькові     | Основні відомості                                                               | Дата обрання | Дата звільнення |
| ------------------------------- | ------------------------------------------------------------------------------- | ------------ | --------------- |
| Пшеницька Клавдія Олександрівна | Сільський голова, 1964 року народження, освіта вища, позапартійна               | 26.03.2006   | 31.10.2010      |
| Пшеницька Клавдія Олександрівна | Сільський голова, 1964 року народження, освіта вища, член Партії регіонів       | 31.10.2010   | 22.08.2013      |
| Мацюльський Юрій Степанович     | Сільський голова, 1968 року народження, освіта середня спеціальна, безпартійний | 25.05.2014   |                 |

Примітка: таблиця складена за даними сайту Верховної Ради України

### Депутати
За результатами місцевих виборів 2010 року депутатами ради стали:

#### За суб'єктами висування
| Суб'єкт висування                      | Кількість обраних депутатів | %    |
| -------------------------------------- | --------------------------- | ---- |
| Партія регіонів                        | 9                           | 64,3 |
| Комуністична партія України            | 2                           | 14,3 |
| Самовисування                          | 2                           | 14,3 |
| Партія Християнсько-Демократичний Союз | 1                           | 7,1  |

#### За округами
| № округу                               | Прізвище, ім'я, по батькові     | Дата визнання обраним | Освіта  | Партійна приналежність                      | Відомості про обраного депутата                                                             |
| -------------------------------------- | ------------------------------- | --------------------- | ------- | ------------------------------------------- | ------------------------------------------------------------------------------------------- |
| Комуністична партія України            |                                 |                       |         |                                             |                                                                                             |
| 6                                      | Єрещенко Тетяна Володимирівна   | 03.11.2010            | середня | член Комуністичної партії України           | тимчасово не працює                                                                         |
| 14                                     | Безсмертна Віра Лукінічна       | 03.11.2010            | вища    | член Комуністичної партії України           | пенсіонер                                                                                   |
| Партія регіонів                        |                                 |                       |         |                                             |                                                                                             |
| 1                                      | Яринчук Світлана Миколаївна     | 03.11.2010            | середня | член Партії регіонів                        | Сергіївська загальноосвітня школа, завідувачка господарчої частини                          |
| 3                                      | Бондаренко Інна Миколаївна      | 03.11.2010            | вища    | член Партії регіонів                        | Сергіївський дитячий садок, завідувачка                                                     |
| 4                                      | Андрющенко Валентина Олексіївна | 03.11.2010            | вища    | член Партії регіонів                        | Сергіївська загальноосвітня школа, заступник директора                                      |
| 5                                      | Христенко Ольга Олексіївна      | 03.11.2010            | середня | член Партії регіонів                        | Сергіївська сільська рада, секретар                                                         |
| 8                                      | Дікун Леонід Григорович         | 03.11.2010            | середня | член Партії регіонів                        | тимчасово не працює                                                                         |
| 9                                      | Козлова Світлана Миколаївна     | 03.11.2010            | вища    | член Партії регіонів                        | Сергіївська сільська рада, бухгалтер                                                        |
| 10                                     | Загоренко Оксана Василівна      | 03.11.2010            | середня | член Партії регіонів                        | тимчасово не працює                                                                         |
| 12                                     | Яковлєва Валентина Василівна    | 03.11.2010            | середня | член Партії регіонів                        | Сергіївський сільський будинок культури, директор                                           |
| 13                                     | Козлов Петро Михайлович         | 03.11.2010            | середня | член Партії регіонів                        | тимчасово не працює                                                                         |
| Партія Християнсько-Демократичний Союз |                                 |                       |         |                                             |                                                                                             |
| 7                                      | Кужель Галина Віталіївна        | 03.11.2010            | вища    | член Партії Християнсько-Демократичний Союз | Сергіївська загальноосвітня школа, вчитель                                                  |
| Самовисування                          |                                 |                       |         |                                             |                                                                                             |
| 2                                      | Тімошенко Ольга Володимирівна   | 03.11.2010            | середня | член Партії регіонів                        | Сергіївський сільський будинок культури, бібліотекар                                        |
| 11                                     | Краєвська Галина Володимирівна  | 03.11.2010            | середня | член Партії регіонів                        | Новотроїцька Районна організація по догляду за одинокими пенсіонерами, соціальний працівник |